# 三位一體

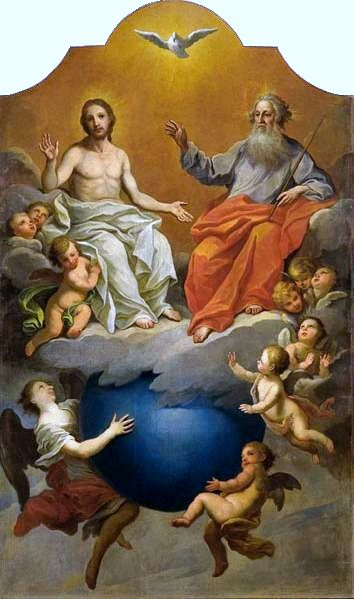
神聖三位一體, 由 Szymon Czechowicz (1756–1758) 所描繪

三位一體（拉丁語：Trinitas，又譯為天主圣三或三一论），基督教神學術語，是基督教的神YHWH（新教常汉译为上帝或耶和華，天主教常汉译为天主雅威）的神學理論，建立於第一次尼西亞公會議的《尼西亞信經》，是天主教會、東正教會、大部分新教教會的基本信條。

三一論主張：聖父、聖子、聖靈（天主教會譯為聖神，東正教會和新教則譯為聖靈）三個不同的位格為同一本體、同一本質、同一屬性，是一位上帝，他們以同本體論來表達他們之間的關連：
通俗地說，神是獨一的，只有一位神；
聖父完全是神，聖子完全是神，聖靈完全是神；
子是父的化身和彰顯，靈是父子的實際和實化。
《亞他那修信經》對三一論得到了比較公認的解釋。《新約聖經》沒有明確使用「三位一體」一詞，三位一體的理論基礎建基於一些聖經經文。
“所以你們要去，使萬民作我的門徒，奉父、子、聖靈的名給他們施洗(浸)。”《馬太福音》第28章第19节（和合本）
「所以你們要去使萬民成為門徒，因父及子及聖神之名給他們授洗」《瑪竇福音》第28章第19节（思高本） 
其中包括在經文用「名」是單數，三位一體的支持者指聖父、聖子、聖靈乃共用上帝的名。一些經文被視為隱含三位一體的思想，而教父和護教士加以立論及宣講。
歷史上不斷有一些基督教派及個別人士否定此教義。基督宗教的主流教會接納三位一體為傳統教義之一；反對方則支持“一位格論”、“形態論”、“三位三體”等，否定三一論。
傳統天主教會把聖神降臨節後第一個主日定為天主聖三節，紀念天主聖父、聖子、聖神是三位一體。

## 歷史
第一世紀的基督徒敬拜基督和崇拜天父，奉父、子、聖靈的名受洗（受浸），卻沒有使用「三位一體」的名詞。第一、二世紀的教父（如伊納爵、游斯丁等）運用三位一體的概念，但沒有使用這個名稱。最先使用「三位一體」一詞的，是拉丁教父戴都良。他用「本體」（essence）來說明神性及神性所包括的一切，指聖父、聖子、聖靈同有相同本質，只是互相關係的不同。戴都良用拉丁文Trinitas，意為「三而一」。後來，這詞一直被教會所採用。

三一论图示

三一論圖解

戴都良是支持《從屬論》，認為「父是全部的本質，子是部份的本質，因為子乃是從父演展出來。」戴都良是支持「子低於父」的觀點。戴都良之所以被認為是重要的教父，因為他乃是第一個開始討論本質與位格概念的人；後來在《尼西亞信經》制訂時，所用的概念竟與他早一百多年所說的相符合。三世紀的教父俄利根、諾窪天、希波律圖、教宗狄約尼削等人都持三位一體的原則。
從公元2至5世紀，基督教的教父們根據《聖經》，再結合古希臘和古羅馬哲學的學說（包括新柏拉圖學派和斯多葛學派的學說），建立出一套屬於基督教的教父哲學（即早期的神學）。《教義史六、亞歷山大的教父》指出：「在第二、第三世紀中，有人將古希臘哲學與福音的真理混合起來，形成了一派神學，即所謂亞歷山大派的神學。」這時期的著名教父有俄利根，他是用「永遠生出」來解說父與子關係的第一人。「俄利根說“聖言”（指聖子）有自己的位格，也與父同永，乃是由於聖父永恆的旨意而生。」俄利根提出的“與父同永”，使三位一體教義有了一個神學基礎。雖然如此，俄利根仍認為“子是小於父的”。「俄利根不單是認為子在世時是次於聖父，就是在本質上看來也是次於聖父的。」總括來說，早期護教士和教父（包括亞流的亞流派）都是認為聖子（即子）與聖父（即父）不是平等的，聖子在某一方面小於聖父。
教父亞他那修與亞流及其支持者亞流派有一個主要分歧，「亞他那修覺得，若以基督為受造者，即否認相信他而得救並與上帝聯合。」「會議中亞流派拒絕“永遠生出”的概念，而亞他那修卻堅稱此點。亞流派說，聖子是從無中被創造出來的，而亞他那修則主張，他是從聖父的本質中而生出來的。亞流派主張，聖子與聖父並非是同質的，而亞他那修堅稱，他是與父同質的。」之後亞他那修為了抵抗亞流派寫成了亞他拿修信經。

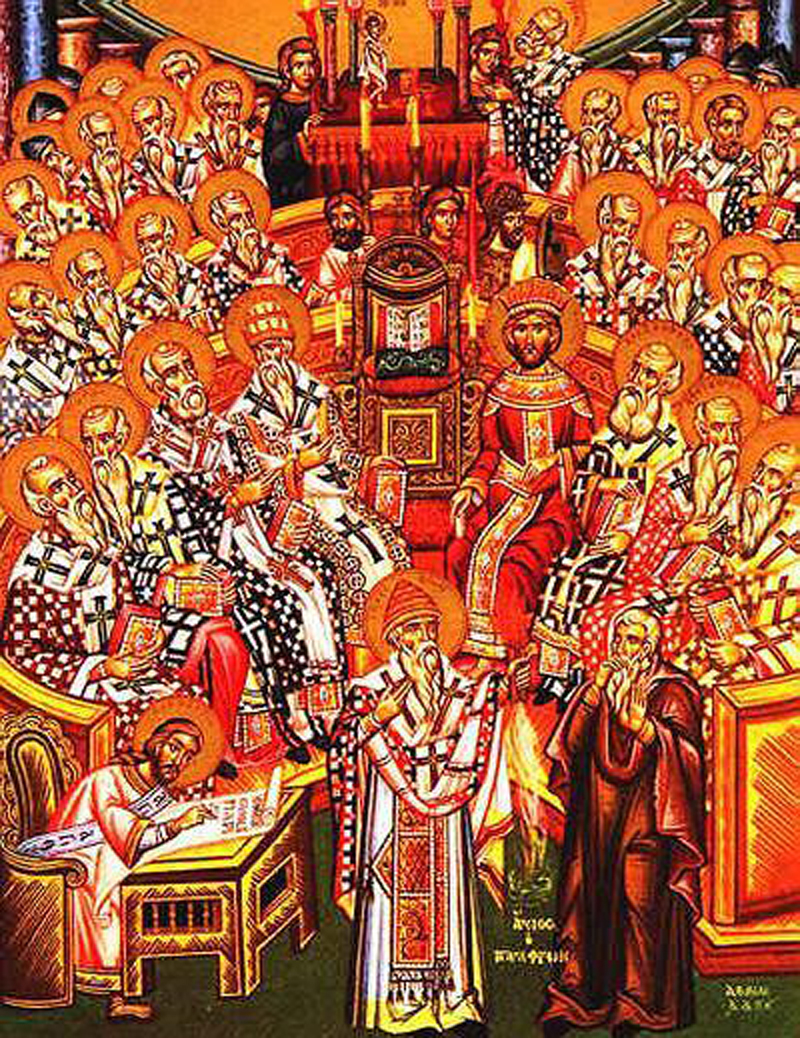
西元325年在尼西亞會議中, 三位一體被宣告為正統, 亞流被譴責

由羅馬皇帝君士坦丁大帝召集的第一次基督教大公會議（後世稱為第一次尼西亞公會議）在西元325年召開。會議討論的是“同質”和俄利根的“同永”這兩個問題。會議最終採用了關鍵字詞——「同質」（homoousios），公認耶穌和聖父是同一本質，是同等的，並通過了《尼西亞信經》。反對的亞流派被判為異端。據該撒利亞主教優西比烏在會後記載，當時君士坦丁大帝主持會議“彷佛是上帝的使者”，故《教義史》上指出：「會議的決定並沒有止息爭端，只是成為爭端的開始。」沒多久以後，不論君士坦丁大帝或者是多數東方教會的主教們，竟都拒絕尼西亞公會議採納的《尼西亞信經》。
在第一次尼西亞公會議中，只討論了聖子和聖父同質的問題，聖靈（聖神）的正統性並未有在《尼西亞信經》提及。關於聖靈的地位，《天主教歷史淺談（上二十三）》指出：「凱撒勒雅的主教巴西略用古希臘哲學家柏拉圖的思想作了一番神學思考，寫了一部《論天主神聖》（Il trattato sullo Spirito Santo,374）的書，他在著作中指出，聖神與聖父和聖子是同性同等的。」及至西元381年的第一次君士坦丁堡公會議，大公會議在重新修訂《尼西亞信經》時上加上了聖靈的描述。
經過戴都良和亞他那修的多年發展，最後由奧古斯丁確立為教會的神學信仰。加上在大公會議中的確定，三位一體最終成為傳統教義的一個重要部分。在宗教改革時期，新教改革家克爾文進一步說明三位一體的教義，故此這也是新教信仰的一部分。直到現代，傳統基督宗教均恪守三位一體為傳統的重要教義。
現按正統神學的觀點，三位一體是有限的人類理性所無法理解的，例如在《系統神學》描述：「上帝三位一體的奧秘，非凡人的智慧能測；在人的有限經驗上，沒有類似的事，可作比擬；因此一切比擬的想法，都不能達成願望。在中古時代，乃視為一個奧秘；在十八世紀，乃視為一種無意義和不合理的教義。即使到現在，三位一體論仍不能有一個圓滿的解釋。在人的經驗和理解上，不能有一個完全恰當的比擬，更不能積極闡發其奧秘。」

## 聖經根據

### 旧约
- 在《创世纪》“起初神创造天地”文中，在希伯来文中，“神”（Elohim）一字乃复数，本来在希伯来文中，Eloah是单数，Elohim是复数。然而，圣经的作者用 Elohim，然后又指出祂乃独一无二的上帝。祂的名字指出祂乃独一无二的真上帝。“耶和华上帝”这名字在旧约圣经中出现不下300次，“耶和华”是单数的（He is），是独一上帝的名字，但Elohim却是复数的。
- 在《创世纪》第一章26节，上帝说：“我们要照着我们的形象，按着我们的样式造人”文中，上帝自称我们。
- 《以賽亞書》9章6節先知預言救主耶穌的誕生時說道：「因有一嬰孩為我們而生；有一子賜給我們。政權必擔在他的肩頭上；他名稱為『奇妙策士、全能的上帝、永在的父、和平的君』。」以賽亞直稱救主是全能的上帝，耶穌的上帝人二性在舊約中早有預表。

### 新约
- 《马太福音》第28章19节“所以你们要去，使万民作我的门徒，奉父、子、圣灵的名，给他们施洗。”文中，在此“奉……的名”，“名”字在原文是单数的，而「三位同享一名独一真神的名」（或译：给他们施洗，归于父、子、圣灵的名）也清楚顯示了“三一神”的真理。
- 《約翰福音》20章28節：「多馬答道：『我的主呵！我的上帝呵！』」
- 《希伯來書》1章8節：「講到他的兒子，便說道：『上帝呵，你的座位是永世無窮的、你的國權是合乎義理的！』」
- 《猶大書》1章4節：「為的是有不敬虔的人暗地入會，他們把我上帝的恩典反看做邪惡的緣由，抗拒一主上帝——就是我主耶穌基督，這些人從前被上帝預定受刑罰的。」

### 神的獨一性
1. 《創世記》第一章1节：起初神創造天地。
2. 《申命記》第六章4节：“以色列啊，你要聽！耶和華——我們神——是獨一的主。”
3. 《撒迦利亞書》第14章9节：“耶和華必作全地的王。那日耶和華必為獨一無二的，他的名也是獨一無二的。”
4. 《馬可福音》第12章29节：耶穌回答說：“第一要緊的就是說：‘以色列啊，你要聽，主——我們神——是獨一的主。’”
5. 《約翰福音》第五章44节：“你們互相受榮耀，卻不求從獨一之神來的榮耀，怎能信我呢？”
6. 《約翰福音》第17章3节：“認識你——獨一的真神，並且認識你所差來的耶穌基督，這就是永生。”
7. 《羅馬書》第16章27节：“願榮耀，因耶穌基督，歸與獨一全智的神，直到永遠。阿們！”
8. 《提摩太前書》一章17节：“但願尊貴、榮耀歸與那不能朽壞、不能看見、永世的君王、獨一的神，直到永永遠遠。阿們！”
9. 《猶大書》第一章24节：“那能保守你們不失腳、叫你們無瑕無疵、歡歡喜喜站在他榮耀之前的我們的救主－獨一的神。”
10. 《哥林多前書》第八章4b节：“也知道神只有一位，再沒有別的神。”
11. 《哥林多前書》第12章6节：“功用也有分別，神卻是一位，在眾人裏面運行一切的事。”
12. 《雅各書》第二章19节：“你信神只有一位，你信的不錯；鬼魔也信，卻是戰驚。”

### 圣灵是神的使者？
圣灵是神的灵，基督的灵，神出来一位保惠师。（圣灵的位格在此展现出来）
1. 《創世記》1章2節：「地是空虛混沌，淵面黑暗；上帝的靈運行在水面上。」聖神參與了創造。
2. 《詩篇》第104章30节：“你發出你的靈，牠們便受造；你使地面更換為新。”這裡的你指的是耶和華神[查证请求][[Category:]]，神發出聖靈萬物便受造，說明聖靈參與了創造。
3. 《约翰福音》第三章5节：“耶穌說：‘我實實在在地告訴你，人若不是從水和聖靈生的，就不能進神的國。’”這裡說到聖靈使人重生，說明了聖靈是救主。
4. 《使徒行傳》第五章3节：彼得说：“亚拿尼亚，为什么撒但充满了你的心，叫你欺哄圣灵，把田地的价银私自留下几分呢？
第五章4节：田地还没有卖，不是你自己的吗？既卖了，价银不是你作主吗？你怎么心里起这意念呢？你不是欺哄人，是欺哄神了！” 我们可以看到（欺哄圣灵，就是欺哄神）。
5. 《约翰福音》第14章16—17节：“我要求父，父就另外赐给你们一位保惠师，乃是真理的圣灵”，注意是「一位」圣灵是位格的，圣经记载：他来了，提到「圣灵」用他。
6. 《哥林多前书》第12章11节：“这一切都是这位圣灵所运行，随己意分给各人的。”
7. 《詩篇》第139章的7—8节：“我往哪裡去躲避你的靈？我往哪裡逃、躲避你的面？我若升到天上，你在那裡；我若在陰間下榻，你也在那裡。”我們無法逃避聖靈，這裡講到聖靈無所不在。
8. 《哥林多前书》第二章的10—11节：“只有神藉著聖靈向我們顯明了，因為聖靈參透萬事，就是神深奧的事也參透了。除了在人裡頭的靈，誰知道人的事？像這樣，除了神的靈，也沒有人知道神的事。” 聖靈參透萬事，連神最深奧的事也參透了，這裡提到聖靈無所不知。
9. 《約伯記》第33章4节：“神的靈造我；全能者的氣使我得生。”由於《約伯記》是詩歌體文句上下平行同義，全能者的氣是指聖靈，聖靈有能力造就人。

### 耶稣是神？

#### 耶穌的回答
1. 在《约翰福音》第十章的29至38節中，

「我父把羊賜給我，他比萬有都大，誰也不能從我父手裡把他們奪去。我與父原為一。」猶太人又拿起石頭來要打他。耶穌對他們說：「我從父顯出許多善事給你們看，你們是為哪一件拿石頭打我呢？」
猶太人回答說：「我們不是為善事拿石頭打你，是為你說僭妄的話；又為你是個人，反將自己當作神。」
耶穌說：「你們的律法上豈不是寫著『我曾說你們是神』嗎？經上的話是不能廢的；若那些承受神道的人尚且稱為神，父所分別為聖、又差到世間來的，他自稱是神的兒子，你們還向他說『你說僭妄的話』嗎？
我若不行我父的事，你們就不必信我；我若行了，你們縱然不信我，也當信這些事，叫你們又知道又明白父在我裡面，我也在父裡面。」

#### 門徒的解釋
1. 《约翰福音》第一章1节：“太初有道，道與神同在，道就是神。這道太初與神同在。萬物是藉著他造的；凡被造的，沒有一樣不是藉著他造的。這裡的“道”指的就是“子『由神生的道』，他是在神創造萬有之上的彌賽亞，就是基督。亦是指神的首生的約翰壹書『太初原有的生命之道』。也是啟示錄所提到的，神的七燈臺和七靈及神的羔羊「我是初，我是終」的生命之主。他就是神所生造的獨生子（首先原有之生命）。萬物是藉著他創造而有的。將來，神也要藉他兒子生命，創造更多的神之子生命來。所以，在《創世紀》中說“我們”是指聖父、聖子和聖靈[來源請求]。
2. 《约翰福音》第10章30节：“耶稣说：‘我与父原为一。’” 耶稣与父是一。意思就是耶穌是從父（本質）而生而來的，身心靈完全合而为一（也就是神）。
3. 《約翰福音》20章28節：「多馬答道：『我的主呵！我的上帝呵！」使徒多馬是第一位公開表達耶穌是上帝的人，他與復活的主相遇，向我们揭示了信仰。
4. 《约翰一书》第五章20节：“我们也知道神的儿子已经来到，且将智慧赐给我们，使我们认识那位真实的，我们也在那位真实的里面，就是在他儿子耶稣基督里面。这是真神，也是永生。”
5. 《约翰福音》第一章18节：“从来没有人看见神，只有在父怀里的独生子将他表明出来。”称主耶稣为“在父怀里的独生子”（希腊文原文的意思“在父怀里的神”）
6. 《希伯来书》第一章8节：“论到子却说，‘神阿，你的宝座是永永远远的，你的国权是正直的。’”子就是指耶稣基督。本处清楚表明耶穌是神。
7. 《罗马书》第九章5节：保羅心靈也感動的說“列祖就是他们的祖宗。按肉体说，基督也是从他们出来的。他是在万有之上，永远可称颂的神。阿们。”
8. 《提摩太前书》第三章16节：“大哉，敬虔的奥秘，无人不以为然，就是神在肉身显现，被圣灵称义，被天使看见，被传于外邦，被世人信服，被接在荣耀里。” 神在肉身显现的就是耶稣基督道成肉身。[來源可靠？]
9. 《歌罗西书》第一章15－16节：“爱子是那不能看见之神的像，是首生的，在一切被造的以先。因为万有都是靠他造的，无论是天上的，地上的；能看见的，不能看见的；或是有位的，主治的，执政的，掌权的；一概都是藉着他造的，又是为他造的。”爱子指的是耶稣，介绍耶稣是不能见的神之像，且是首生而首造萬有之上，将耶稣与受造万物分别开来，后面进一步解释其实耶稣就是他父神藉他生命創造物的生命之主。[來源請求]

### 圣父、圣子、圣灵同时出现的经文
耶穌受神、聖靈祝福

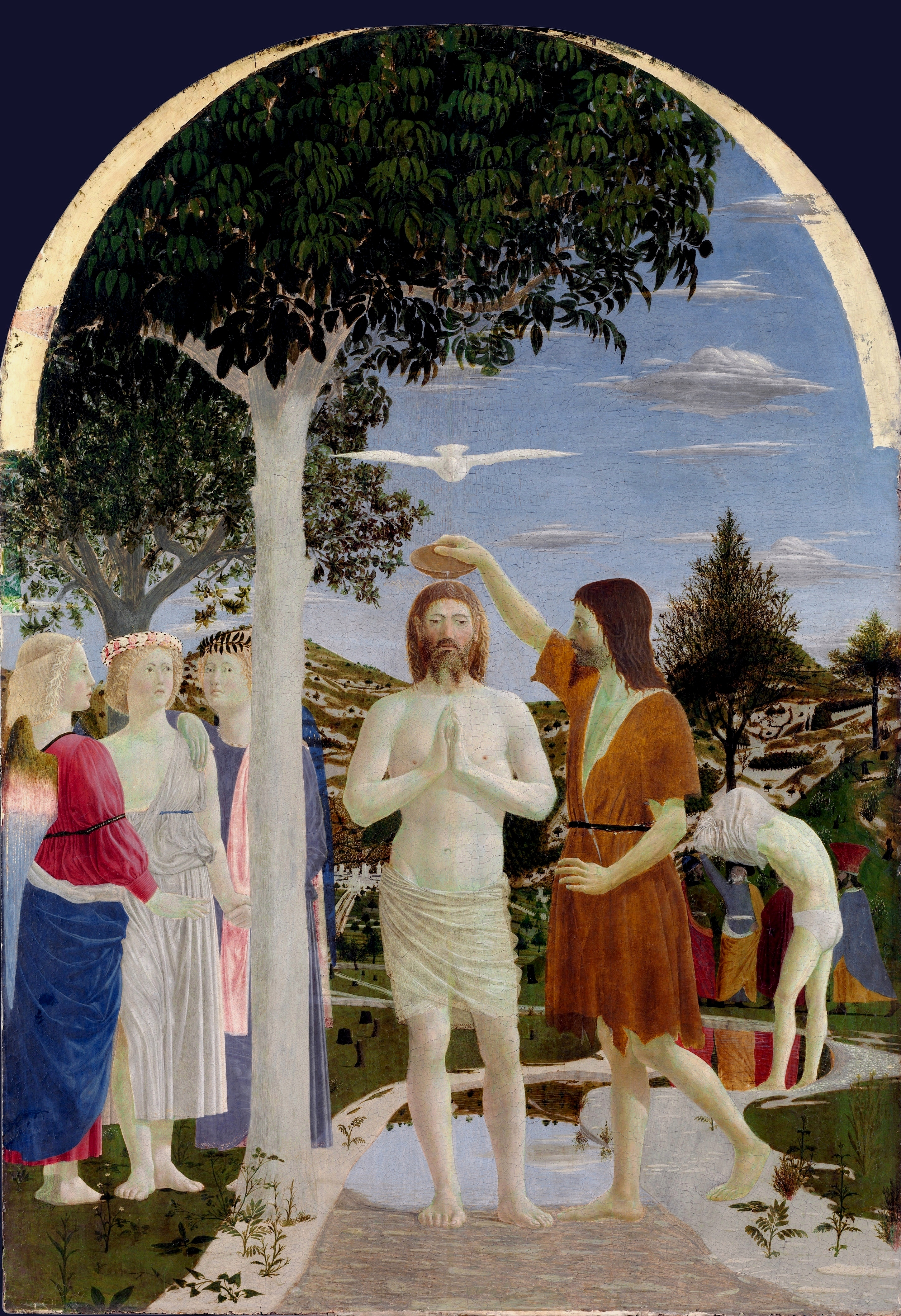
基督的洗禮

- 《路加福音》第三章21—22节：“众百姓都受了洗，耶稣也受了洗，正祷告的时候，天就开了，圣灵降临在他身上，形状彷佛鸽子，又有声音从天上来，说：你是我的爱子，我喜悦你。”（圣父、圣子、圣灵）同时出现。

下面是禱告和勸勉的話
- 《哥林多后书》第13章14节：“愿主耶稣基督的恩惠，神的慈爱，圣灵的感动，常与你们众人同在。”都与众教会同在的。
- 《犹大书》第20章21節：“你们却要在至圣的真道上造就自己，在圣灵里祷告，保守自己常在神的爱中，仰望我们主耶稣基督的怜悯直到永生。” 同等行（圣灵的感动、神的慈爱、耶稣基督的恩惠）。
- 《彼得前书》第一章2节：“就是照父神的先见被拣选、借着圣灵得成圣洁、以致顺服耶稣基督、又蒙他血所洒的人．愿恩惠平安、多多的加给你们。”

## 反對聲音

### 基督教
在基督宗教的教會成立初期，《聖經》所記載的歷史沒有記錄耶穌和使徒討論三位一體的問題。直至2－3世紀，有些古代教父開始用希臘哲學思想去論證上帝。自那時開始，上帝是三位一體的討論便越趨熾熱了。發展至第一次尼西亞大公會議前，三位一體已發展為教內爭論。其後君士坦丁大帝召開了第一次尼西亞公會議，會議亦通過《尼西亞信經》列明「聖子與聖父同質」，並將亞流派判為異端。但大公會議以後，有關三位一體的爭論持續了數十年。曾經有段時期，亞流派的勢力反過來壓倒亞他那修派的勢力。兩方勢力仗賴羅馬皇帝的支持互相抗衡，直至公元381年。
公元380年2月27日，羅馬皇帝狄奧多西一世正式宣布基督教為羅馬帝國國教，並在次年的第一次君士坦丁堡公會議將《尼西亞信經》確立為「國家標準信仰」。至此，三位一體的教義隨之而被確立，反對勢力再次被壓制。反對三位一體教義的人被審判為異端，有的被直接處死或者死於火刑。這一鬥爭持續了多個世紀。直到中世紀，人們再用哲學和心理學去解釋教義，三位一體完全確立。
794年，查理曼在拉丁教会召集的法兰克福大公会议上宣布義子說为异端。
現今不承認三位一體的基督教團體或基督教派系有基督弟兄會、基督科學教會、真耶穌教會、耶穌基督後期聖徒教會、Dawn Bible Students、基督堂教會、耶和華見證人、Living Church of God、Members Church of God International、Oneness Pentecostalism、Church of God (Seventh Day)、一位论派、United Church of God和The Shepherd's Chapel。

### 拜上帝教
拜上帝教的赞美诗中虽然出现“赞美三位为合一真神”的句子，但事实上拜上帝教信奉的是三位三体，在《钦定前遗诏圣书·约翰上书》第五章批注中说﹕上帝独一至尊，基督是上帝太子，子由父生，原本一体合一，但父自父，子自子，一而二，二而一也……圣灵东王是上帝爱子，与太兄及朕同一母所生，在未有天地之先者，三位是父子一脉亲。洪秀全在其作品中否認耶蘇有神性，雖然洪秀全聲稱耶蘇是天父親自生出的兒子，但是其聲稱耶蘇自己不是皇上帝，其聲稱耶蘇只是皇上帝的繼承人，洪秀全甚至聲稱耶蘇沒有獨自施行神跡的能力，其聲稱這些神跡都是由天父所施行的在拜上帝教三位三体的理论中，耶稣作为上帝的“太子”，不能和耶和华一起享受至尊之神的待遇，只配受“次尊”，也不能称“帝”，亦只称“主”。而圣灵被称为“圣神风”认为圣灵是天上的风，杨秀清是“圣神风（皇上帝意志的教化者）”和“圣灵（皇上帝的降托者）”。按其所说，杨秀清是圣灵的化身兼“赎病主”，“劝慰师”负责“代天父传言”“化恶心，永不准妖魔迷。时时看顾，永不准妖魔害”

### 伊斯蘭教
伊斯蘭教穆斯林堅決反對三位一體說法，穆斯林稱耶穌為爾撒，認為爾撒是先知，是神所差遣的使者，但堅決反對爾撒是神的化身或具有神的位格，只承認爾撒是一位聖人，《可蘭經》確認爾撒是童貞女麥爾彥（瑪利亞）之子，但這神蹟不代表他就是神，就像其他先知一樣，是一個人類，但因為其有正義之美德而受天命，成為安拉的使者，來教化這些有經人，穆斯林也認為爾撒的位格，應按照《可蘭經》來判斷，《可蘭經》說阿拉真主是唯一真神，不會有別的神，所謂的《新約聖經》參雜了太多基督徒的神話與傳奇，已經不是單純的天啟之書了。這種說法頗類似於早期基督教學者提倡的義子說。
妄言真主確是三位中的一位的人，確已不信道了。除獨一的主宰外，絕無應受崇拜的。如果他們不停止妄言，那末，他們中不信道的人，必遭痛苦的刑罰。——馬堅譯《古蘭經》，中國社會科學出版社，1981，古蘭經『筵席章』第73節
真主是萬物所仰賴的；他沒有生產，也沒有被生產。——馬堅譯《古蘭經》，中國社會科學出版社，1981，古蘭經『忠誠章』第2、3節

### 宗教改革時期前後
宗教改革運動前，反對三位一體之聲音被武力壓制，但反對聲仍零星出現，其中包括12世紀活躍於法國的清潔派。馬丁·路德發起宗教改革後，亦有提倡與三一論相對的一位神論的教派成立。波蘭兄弟會在波蘭興起，極力反對三位一體。一位論派隨即遭到來自天主教會的反對，也為馬丁·路德、克爾文、慈運理等宗教改革家所不容。1689年，英王威廉三世頒布宗教容忍法令（Toleration Act），但禁止任何人發表反對三位一體的言論。很多人在天主教會、政府和新教勢力的排擠和壓迫下被迫流亡，被投入監獄或者被處以極刑。
反對三一論的人士有牛頓、威廉·惠斯顿（William Whiston）、伊曼纽·斯威登堡和塞爾維特等。其中西班牙神學家塞爾維特反對三一論，終被喀爾文主持的日内瓦理事會予以逮捕和處死。

### 近代社會
18世紀至20世紀初，反對三位一體論派已在歐美都有不同程度的發展。早期的基督復臨安息日會曾大力反對三位一體，但現在已改變初衷。
19世紀初後期聖徒運動產生的摩門教（耶穌基督後期聖徒教會）支持三位三體，為父、子、靈是分開獨立的三個神靈，但和諧的工作。
除此之外，19世紀80年代“聖經研究者”（即現稱耶和華見證人）的領導人查爾斯·泰茲·羅素公開支持一位論而否定三位一體的神學體系，並在美國和歐洲廣泛傳播。
基督教人士亦對此有商榷處，其中地方召會領袖李常受認為傳統三位一體教義過分強調神格中的三個身位，易有三神論的傾向。他依據聖經而提出：在經綸上父、子、聖靈有別，但在素質上子就是父、主就是靈(另參聖經約翰福音10:30;14:9等,哥林多後書3:17等處)，卻被某些人誤認是主張形態論而被部分基督教界指責，但後來美國基督教研究院認錯，而發表了澄清的資訊。
真耶穌教會也是反對三位一體的教會，一般教會奉「父、子、聖靈」的名為信徒施浸，但真耶穌教會以「一神觀」否定一般教會所認同的三位一體神學觀，認為基督是「造物者、道、神」，因此單單奉「耶穌基督」的名為信徒施洗。
反對三位一體的聲音亦有來自反基督教的人士、哲學家和其他宗教。
及至現在，反對三位一體論者和三位一體論者亦互相衝突，個別教派亦不支持三位一體論。而宗教改革後，「基督是否就是上帝」也存在爭議。

#### 關於神的複数
三位一體支持者常以《創世記》使用神的複数当作論点，而據威廉·史密斯在《聖經辭典》裡說：“說‘Elo．him’顯示上帝的本質有複位格，只是妄揣臆說，現今很少學者會贊同。‘Elo．him’不是指語法學家所說的‘複數威嚴’，就是指上帝力量的總和，即上帝施展的全部力量。”
《美國閃族語言與文學雜誌》論到“Elo．him”說：“這個詞幾乎總是與單數的謂語動詞連用，由單數的定語修飾。”、“‘Elo．him’該是強度複數，表示偉大、威嚴的意思。”
希伯來語語法中，這個名詞的複數形式表示威嚴或卓越。因此《聖經》也用 “Elo．him” 和 “Elo．heh”，來指一些假神：《出埃及記》20:23：“你們不可作什麼神像（Elo‧heh）與我相配，不可為自己作金銀的神像。”、《撒母耳記》上5:7：“亞實突人見這光景，就說：以色列神的約櫃不可留在我們這裡，因為他的手重重加在我們和我們神（elo．heh）大袞的身上。”
聖經還用“Elo．him” 來指人：《詩篇》82:6：“我曾說：你們是神（Elo．him），都是至高者的兒子。”事實明顯表明，在希伯來語用複數形式的神一字，純粹是希伯來語的語法關係，而與所謂的 “位格” 毫無關係。更與三位一體扯不上任何關係。

## 外部連結

### 贊成三位一體論
- 系統神學第柒章 三位一體論
- 三位一體論（页面存档备份，存于）
- 根据神圣经文的神圣三位一体 （页面存档备份，存于）
- 異端分辨(5)三一論教義－Good TV（页面存档备份，存于）

### 反對三位一體論
- 為什麼三位一體被接受（页面存档备份，存于）
- 聖經教誨人們三位一體嗎？（页面存档备份，存于）
- Elohiym 是否指三為一體?（页面存档备份，存于）
- ＂我們＂及＂我＂是否指三位一體？（页面存档备份，存于）